# Гулюшево
Гулюшево (рос. Гулюшево) — село в Сурському районі Ульяновської області Російської Федерації.
Населення становить 190 осіб. Входить до складу муніципального утворення Сурське міське поселення.

## Історія
Від 2004 року входить до складу муніципального утворення Сурське міське поселення.

## Населення
| 2010 |
| ---- |
| 190  |